# Annetta South
Annetta South – miasto w Stanach Zjednoczonych, w stanie Teksas, w hrabstwie Parker.